# Анклавы (серия романов)
«Анклавы» — цикл книг российского писателя Вадима Панова, написанных в жанре киберпанка.

## Вселенная Анклавов
Серия романов описывает мир ближайшего будущего. Запасы нефти и газа практически исчерпаны. Бурно расцвели нано- и цифровые технологии, значительных успехов добилась генная инженерия. Государства потеряли свою мощь, и на политическую сцену вышли Анклавы, где власть принадлежит крупным корпорациям, которые ведут борьбу друг с другом и с государствами. Мир после «Большого Нефтяного Голода» и нескольких войн, где основная религия мира — Католический Вуду, где существует Европейский Исламский Союз, и мир еще более расщеплен не только на богатых и бедных, но так же на тех, у кого гены засорены радиацией или улучшены мутациями.

## Серия «Анклавы»

### Основная серия «Анклавы»
Основная серия «Анклавы» состоит из пяти книг, написанных Вадимом Пановым:
- Вадим Панов. Московский клуб. — Эксмо, 2005, 2008. — 480 с. — (Анклавы). — 35 000+7000 экз. — ISBN 5-699-08658-7, 978-5-699-27558-8.
- Вадим Панов. Поводыри на распутье. — Эксмо, 2006, 2010. — 480 с. — (Анклавы). — 50 000+5000 экз. — ISBN 5-699-17737-0, 978-5-699-17737-0.
- Вадим Панов. Костры на алтарях. — Эксмо, 2008. — 480 с. — (Анклавы). — 80 000 экз. — ISBN 978-5-699-25283-1.
- Вадим Панов. Продавцы невозможного. — Эксмо, 2009. — 480 с. — (Анклавы). — 80 000 экз. — ISBN 978-5-699-38695-6.
- Вадим Панов. Хаосовершенство. — Эксмо, 2010. — 512 с. — (Анклавы). — 80 000 экз. — ISBN 978-5-699-43821-1.

### Серия «Анклавы Вадима Панова»
Издательство «Эксмо» продолжила серию под названием «Анклавы Вадима Панова» в межавторской серии книг:
- «Кредит на милосердие» (автор — Андрей Фролов), 2011, ISBN 978-5-699-47777-7
- «Соколиная охота» (автор — Виталий Абоян), 2011, ISBN 978-5-699-48228-3
- «Жертвенные львы» (автор — Андрей Фролов), 2011, ISBN 978-5-699-51543-1
- «Вирус забвения» (автор — Виталий Абоян), 2011, ISBN 978-5-699-52656-7
- «Пылающий лед» (автор — Виктор Точинов), 2012, ISBN 978-5-699-54561-2
- «Ипостась» (автор — Виталий Абоян), 2012, ISBN 978-5-699-55928-2
- «Игры над бездной» (автор — Александр Золотько), 2012, ISBN 978-5-699-56552-8
- «Бинарная плащаница» (автор — Андрей Фролов), 2012, ISBN 978-5-699-59195-4
- «Рай Сатаны» (автор — Виктор Точинов), 2013, ISBN 978-5-699-62235-1
- «Заложники пустоты» (автор — Виталий Абоян), 2013, ISBN 978-5-699-63036-3
- «Непостижимая концепция» (авторы — Андрей Фролов, Александр Зимний, Виктор Точинов, Виталий Абоян, Александр Золотько), 2013, ISBN 978-5-699-64826-9

## Награды
- Серебряная стрела 2008 — «„Реальное“ будущее» (специальный приз газеты «Солидарность») за «Костры на алтарях»[2]
- Звёздный Мост 2010 — Номинация: «Циклы, сериалы и романы с продолжениями». 3-е место «Бронзовый Кадуцей» за «Продавцы невозможного»[3]